# Comuna Zaborol, raionul Rivne, regiunea Rivne
Zaborol (în ucraineană Забороль) este o comună în raionul Rivne, regiunea Rivne, Ucraina, formată din satele Boianivka și Zaborol (reședința).

## Demografie
Componența lingvistică a comunei Zaborol
     Ucraineană (99,16%)
     Alte limbi (0,77%)
Conform recensământului din 2001, majoritatea populației comunei Zaborol era vorbitoare de ucraineană (99,16%), existând în minoritate și vorbitori de alte limbi.